# Кафедра этнологии МГУ
Ка́федра этноло́гии (до 1992 года — кафедра этнографии) — структурное подразделение исторического факультета МГУ имени М. В. Ломоносова.

## Начало этнографического образования в Московском университете
Впервые курс «Этнография России» был прочитан академиком Д. Н. Анучиным на кафедре географии и этнографии, созданной на историко-филологическом факультете в 1884 году. В 1888 году кафедра была переименована в кафедру географии и переведена на Физико-математический факультет университета. Одновременно произошла «географизация» интересов Анучина, он сосредоточился на преподавании естественных дисциплин. Но он продолжал преподавание на историко-филологическом факультете, где, по всей видимости, читал и курс «Этнография России».
Ещё в начале XX века в среде российских специалистов утвердилось мнение об этнографии как о науке, изучающей «законы развития человечества на низших ступенях культуры». В то же время признавалось и существование «науки этнологии», которая считалась более многоплановой: задачами её объявлялись изучение «культуры человечества в целом, включая и гражданскую историю». На базе подобных принципов, в Московском университете в 1919 году был учрежден Факультет общественных наук, с 1922 года включавший в себя и этнографическое отделение. В рамках последнего действовала кафедра этнологии и социологии (в 1923 году переименована в кафедру этнологии).
В 1917—1925 годах предметы этнографического цикла на кафедре антропологии читал Б. А. Куфтин.

## Этнологический факультет МГУ
В 1925 году факультет общественных наук МГУ был преобразован в факультет этнологии и факультет советского права. В составе этнологического факультета были выделены 4 отделения: этнографическое, теории и истории литературы, изобразительных искусств и историко-археологическое. В структуру факультета входили также археолого-этнографический музей и историко-этнологический кабинет. Учебный план предусматривал 4-летний цикл обучения на отделении этнографии и 3-летний на всех остальных.
Один из исследователей так описывает работу факультета: 

Этнологический факультет старался дать студентам широкое образование, построенное на междисциплинарном подходе, прикладные знания, подготовить их к научной работе и к практической деятельности в качестве краеведов, музейных и издательских работников, архивистов, а также (что для нас самое интересное) — работников культуры и политпросвещения среди национальных меньшинств нашей страны. — Иванова Ю. В. Петр Фёдорович Преображенский (к столетию со дня рождения) // Этнографическое обозрение — 1994. — № 4
Профессор П. Ф. Преображенский, в те годы заведовавший кафедрой общей этнологии, организовал «две комплексных экспедиции в низовья Амударьи в районе Древнего Хорезма» (в 1928 и 1929 годах, соответственно). Среди участников второй экспедиции были будущие руководители кафедры этнологии и известные учёные: С. П. Толстов и С. А. Токарев. Доклады о результатах обеих экспедиций были представлены в Комакадемии; там же была открыта выставка собранных коллекций. Материалы о проведённых исследованиях «были опубликованы в периодической печати».
Курс «История развития общественных форм», читавшийся на факультете профессором Преображенским, вероятно, стал основой для создания учебника «Курс этнологии».
В 1931 году в результате «дискуссии», начатой Н. М. Маториным на страницах журнала «Советская этнография» и заклеймившей этнологию термином «буржуазной этнографической науки», этнологический факультет был расформирован. В статье «Этнография» в БСЭ некоторые российские этнографы, в том числе и специалисты из МГУ (Б. А. Куфтин, П. Ф. Преображенский), были причислены к «группе идеологов либеральной буржуазии». На базе расформированного этнологического факультета возникли факультет литературы и искусства и историко-философский факультет. Преподавание этнографии было прекращено на неопределенное время.
C 1934 года на кафедре антропологии физико-математического факультета 1-го МГУ для студентов-антропологов III курса возобновилось чтение лекционного курса общей этнографии. Для чтения курса был приглашён доцент А. М. Золотарёв.

## Заведующие кафедрой этнологии МГУ
- с 1939 по 1951 — С. П. Толстов
- с 1951 по 1956 — Н. Н. Чебоксаров
- с 1956 по 1973 — С. А. Токарев
- с 1973 по 1986 — Г. Е. Марков
- с 1986 по 2006 — В. В. Пименов
- с 2006 по 2013 — А. А. Никишенков
- с 2013 по 2020 — Д. А. Функ
- с 2020 — н.в. О. Е. Казьмина

## История кафедры этнологии МГУ

### Становление кафедры этнологии в 1939—1956 годах
Кафедра этнологии была создана в 1939 году. Инициатива её создания принадлежала С. П. Толстову, видному этнографу, главе Хорезмской археолого-этнографической экспедиции. На кафедру были приняты С. А. Токарев, А. М. Золотарев и М. О. Косвен. Основными направлениями исследований были история первобытного общества, этнография народов Австралии, Океании, Африки, Южной и Юго-Восточной Азии, Европы и Сибири. Значительное место в преподавании занимало изложение взглядов Ф. Энгельса на первобытную историю.
В годы Великой Отечественной войны работа кафедры была значительно сокращена в связи с эвакуацией части сотрудников в Среднюю Азию. Значительные затруднения при изучении теоретических и методологических проблем науки были связаны с отсутствием учебной литературы. Студенты имели возможность использовать машинописные экземпляры лекций С. П. Толстова и С. А. Токарева.
После завершения войны на кафедру были приняты новые преподаватели, которые читали основные лекционные курсы: С. П. Толстов «Этнографию Азии», Н. Н. Чебоксаров «Этнографию Австралии и Океании», Е. М. Шиллинг «Этнографию народов Кавказа». Фундаментальные курсы дополняли спецкурсами по узкоспециальным проблемам науки: «Этнография Средней Азии» (С. П. Толстов), «Этнография славянских народов» (С. А. Токарев), «Русский фольклор» (В. И. Чичеров), «История материальной культуры славянских народов» (Н. Н. Чебоксаров), «Проблемы хозяйства и духовной культуры народов Кавказа» (Е. М. Шиллинг), «Проблемы африканистики» (Б. И. Шаревская).
Таким образом, в период 1939 по 1951 год сложилась основа учебно-научной концепции преподавания этнографии в Московском университете. Она состояла в тесной связи этнографического образования с историческим образованием и комплексный подход к учебной подготовке.
После С. П. Толстого к руководству кафедрой пришел Н. Н. Чебоксаров (1951—1956). При нём в учебный процесс было включено обязательное прохождение этнографической практики. На работу были приняты К. И. Козлова, М. В. Витов, Г. Г. Громов и Г. Е. Марков.
В 1943—1948 годах (с перерывом на время призыва в РККА в 1943—1945) на кафедре этнографии учился Ю. В. Кнорозов, впоследствии расшифровавший письменность древних майя.

### Создание корпуса учебных пособий по этнографии 1956—1986
В 1956—1973 годах заведующим кафедрой являлся С. А. Токарев. В это время были достигнуты значительные успехи в подготовке учебных пособий для кафедры. Одним из первых пособий стал фундаментальный труд С. А. Токарева «Народы СССР» (1958), до настоящего времени используемый студентами для подготовки к экзамену по соответствующему предмету. Позднее из-под пера С. А. Токарева вышли в свет пособия «История русской этнографии: дооктябрьский период» (1966), «Истоки этнографической науки (до середины XIX века)» (1978), «История зарубежной этнографии» (1978). Также были изданы пособия по другим регионам: «Народы Индонезии» (Г. Е. Марков, 1963), «Этнография народов Поволжья» (К. И. Козлова, 1964), «Методика этнографических экспедиций» (Г. Г. Громов, 1966). Коллективом кафедры под редакцией С. А. Токарева было написано учебное пособие «Основы этнографии» (1968).
Расширился штатный состав кафедры, на работу были приняты Л. Б. Заседателева, Л. П. Лашук, С. П. Поляков, Г. А. Шпажников. Систематически работали экспедиции: Сибирская (рук. Л. П. Лашук), Поволжская (рук. К. И. Козлова), Среднеазиатская (рук. Г. Е. Марков, позже С. П. Поляков), Северорусская (рук. М. В. Витов, позже Г. Г. Громов), Северокавказская (рук. Я. А. Фёдоров, позже Л. Б. Заседателева).
С 1973 по 1986 годы кафедрой заведовал Г. Е. Марков. Была проведена систематизация читаемых лекционных курсов. Четко выделился первичный цикл, в ходе которого студенты получали подготовку по общетеоретическим вопросам этнографии и истории первобытного общества, и вторичный, рассчитанный на углубленное изучение региональных проблем. Были разработаны новые курсы: «Социология» и «Общие проблемы этнографии».
В штат кафедры были приняты акад. Ю. В. Бромлей (по совместительству), Ю. И. Зверева, В. В. Карлов, А. А. Никишенков.
В 1982 году вышло новое пособие «Этнография» под редакцией Ю. В. Бромлея и Г. Е. Маркова.

### От кафедры этнографии к кафедре этнологии

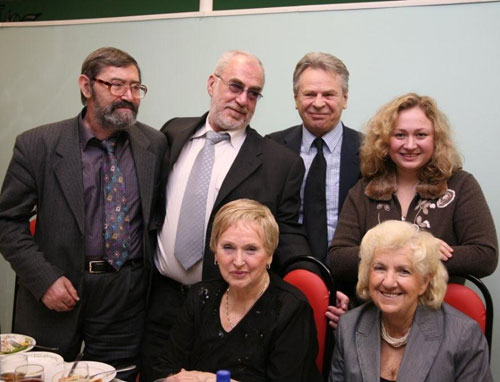
Слева-направо: (стоят) В. В. Карлов, А. А. Никишенков, В. А. Тишков, О. В. Солопова, (сидят) Ю. И. Зверева, Л. Б. Заседателева

С 1986 по 2005 год кафедру возглавлял В. В. Пименов. В 1992 году кафедра этнографии была переименована в кафедру этнологии. Увеличено количество направлений подготовки студентов: этнодемография, этнофольклористика, этнолингвистика, этносоциология и др. В 1988 году из состава кафедры была выделена этносоциологическая лаборатория (заведующий А. А. Сусоколов).
В 1980-е годы работали экспедиции: Бурятская (рук. А. А. Никишенков), Азербайджанская (рук. В. В. Карлов), Горно-Алтайская и Ногайская (рук. Г. Е. Марков), Восточноказахстанская (рук. Ю. И. Зверева), Подмосковная (рук. В. В. Пименов, А. А. Сусоколов и В. Р. Филиппов). В 1990-е годы в связи с отсутствием финансирования количество экспедиций сократилось.
За эти годы было подготовлено три пособия по этнографии: «Введение в этнологию» под редакцией Г. Е. Маркова и В. В. Пименова для студентов исторических вузов, «Народоведение» для школ, «Этнология» под редакцией Е. В. Миськовой, Н. Л. Мехедова и В. В. Пименова.
В штат кафедры были приняты С. А. Арутюнов и М. Л. Бутовская (по совместительству), Е. В. Миськова, Е. И. Ларина, Т. Д. Соловей, О. Е. Казьмина, Г. А. Никитина и др.
В 2006 году заведующим кафедрой этнологии стал А. А. Никишенков. В настоящее время проводится систематизация преподаваемых лекционных курсов.
Возобновлена работа Среднеазиатской (рук. Е. И. Ларина) и Северорусской экспедиции (рук. А. В. Туторский). Создана музыкально-этнографическая экспедиция (рук. Г. А. Никитина).
С 2013 по 2020 год кафедру возглавлял Д. А. Функ. В 2020 году его сменила О. Е. Казьмина. В 2022 году Поволжская экспедиция, ранее существовавшая под руководством Г. А. Никитиной, возобновила работу во главе с Г. Ю. Устьянцевым.
Помимо курсов для студентов, специализирующихся по кафедре, коллектив кафедры читает два курса для всех студентов-первокурсников направления «История»: курсы «История первобытного общества» (А. В. Туторский, М. Н. Архипова) и «Основы этнологии» (коллектив кафедры).